# 梶取崎
梶取崎（かんどりざき）は、和歌山県東牟婁郡太地町に位置する、熊野灘に突き出した岬である。吉野熊野国立公園および、南紀熊野ジオパークに含まれる。岬の名前は、かつて周辺を航行する船がこの岬を目印に陸地が近いことを知り、沖に舵を切っていたことに由来する（岬の先端に「古式捕鯨梶取崎狼煙場跡」がある）。江戸時代には遠見番所が置かれた。
岬周辺の海岸段丘は、12 - 13万年前の間氷期にできた海岸付近の平坦な面が南海トラフ地震によって約60メートル隆起しでできたものである。

## 歴史
1899年（明治32年）11月には梶取埼灯台（かんとりさきとうだい）が置かれた。
1979年（昭和54年）には岬の広場にくじら供養碑が建立された。毎年4月29日には、くじら供養祭が行われる。

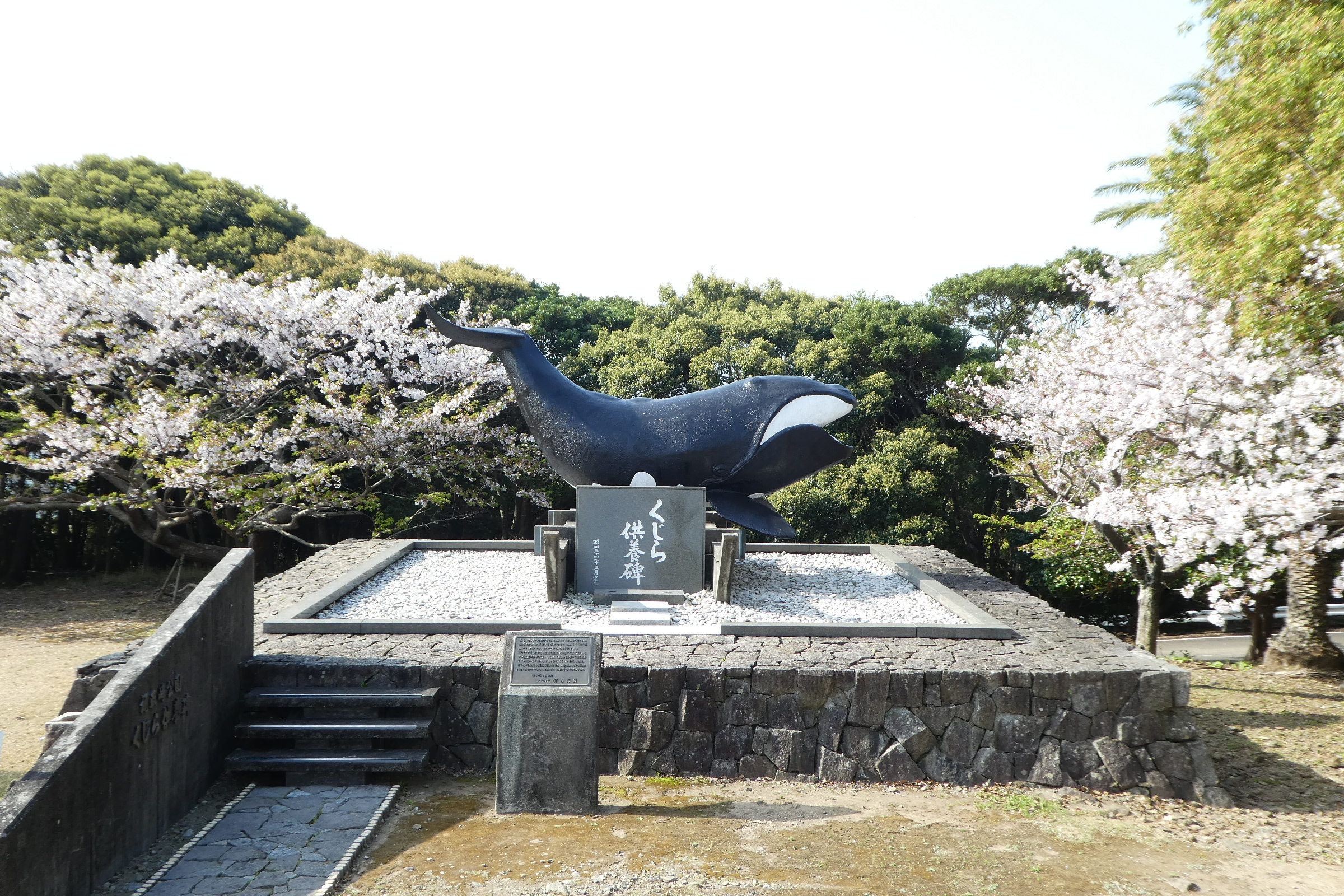
くじら供養碑